# USA Basketball
USA Basketball er en amerikansk non-profit organisation, som anerkendes af det internationale basketballforbund, FIBA, og den Amerikanske Olympiske Komite (United States Olympic Committee el. "USOC"), som repræsentant for amerikansk basketball. USA Basketball udtager amerikanske basketballlandshold på ungdoms- og seniorniveau for både herrer og damer, også inden for kørestolsbasketball. Organisationen har base i Colorado Springs, Colorado, USA.
Ud over at udtage landshold arbejder organisationen også for at udbrede basketballsporten i USA.

## Sammensætning af USA Basketball
USA Basketball er ikke et egentligt selvstændigt forbund, men en samarbejdsorganisation for en række organisationer inden for amerikansk basketball: Amateur Athletic Union (AAU), Continental Basketball Association (CBA), National Association of Basketball Coaches (NABC), National Association of Intercollegiate Athletics (NAIA), National Basketball Association (NBA); National Basketball Association Development League, National Collegiate Athletic Association (NCAA), National Federation of State High School Associations (NFHS), National Junior College Athletic Association (NJCAA), National Pro-Am City League Association (NPACLA), National Wheelchair Basketball Association (NWBA), United States Armed Forces, USA Deaf Sports Federation (USADSF), Women's Basketball Coaches Association (WBCA) og Women’s National Basketball Association (WNBA).
De 15 organisationer har repræsentanter i USA Basketballs bestyrelse, som har 25 medlemmer og forskellige komiteer. Ud over organisatinerne har også de aktive spillere to repræsentanter i bestyrelsen.

## Historie
Organisationen startede som Amateur Basketball Association of the United States of America (ABAUSA)i 1974 . Navneskiftet til USA Basketball kom i 1989, efter FIBA havde ændret reglerne så professionelle atleter kunne deltage i de Olympiske Lege (fra og med Sommer-OL 1992 i Barcelona). NBA fik plads i organisationen og USA sendte det første såkaldte Dream Team af sted til legene.
Før ABAUSA blev stiftet var der en længere kamp om, hvilken organisation, der skulle repræsentere USA i forhold til FIBA og USOC. Da FIBA blev stiftet i 1934 var det Amateur Athletic Union, der blev USA's repræsentant, men i starten af 1960'erne stiftede en række organisationer Basketball Federation of the USA (BFUSA), som gjorde krav på at blive basketballsportens øverste organisation i USA.
Op til Sommer-OL 1972 i München valgte FIBA at stryge AAU som amerikansk repræsentant, men i stedet for at anerkende BFUSA fik USA besked på, at man skulle stifte en samlet organisation for amerikansk basketball, hvilket førte til dannelsen af ABAUSA.

### Udtagelse af det amerikanske herrelandshold
Udtagelsesprocessen for især det amerikanske herrelandshold er skiftet en del gennem årene – i takt med at der er sket ændringer i den gruppe, der er ansvarlig for udtagelsen.
Op til Sommer-OL 1936 i Berlin, hvor den første officielle olympiske basketball-turnering fandt sted havde AAU stiftet en basketball-komité. Det var dog U.S. Olympic Basketball Games Committee, hvor der ud over AAU sad repræsentanter for NCAA og den Amerikanske Olympiske Komité (USOC), der udtog den amerikanske trup.
Igen ved Sommer-OL 1948 i London var det U.S. Olympic Basketball Games Committee, der udtog holdet, dog på baggrund af et udtagelsesstævne med deltagelse af tre hold fra AAU, to hold fra NCAA og et hold fra hhv. National Invitational Tournament (NIT), National Association of Intercollegiate Basketball (NAIB) og YMCA.
Denne form blev brugt igen til Sommer-OL 1952 i Helsinki, dog med en anden sammensætning af de otte hold: Nr. og nr. to fra NCAA's turnering, vinderen af National Invitational Tournament, vinderen af NAIB's turnering samt de fire øverste i AAU's nationale turnering, hvor der kunne deltage hold fra Junior College, U.S. Armed Forces og YMCA, deltog i udtagelsesstævnet.
Udtagelseskomiteen fik ændret sammensætningen op til Sommer-OL 1956 i Melbourne, idet AAU og NCAA fik hver seks repræsentanter mens U.S. Armed Forces fik fire. Udtagelsesstævnet blev reduceret til fire hold: Nr. et og to fra AAU's turnering samt all-star hold fra hhv. college-basketball og U.S. Armed Forces.
Til Sommer-OL 1960, 1964 og 1968 holdt man igen udtagelsesstævner med otte deltagende hold fra forskellige organisationer og turneringer.
Op til Sommer-OL 1972 i München blev udtagelsesformen ændret, idet man inviterede i alt 66 spillere til en udtagelsescamp. Denne form blev genbrugt op til Sommer-OL 1976 i Montreal. hvor man valgte mellem 56 spillere, primært college-spillere fra NCAA's turnering.
Selv om USA boykottede Sommer-OL 1980 i Moskva, nåede ABAUSA at udpege sin første udtagelseskomité, som også nåede at afholde en udtagelsescamp. Denne form blev også brugt op til Sommer-OL 1984 og 1988.
Da man åbnede for NBA-stjernerne op til Sommer-OL 1992 i Barcelona, blev NBA inviteret med og i stedet for at se spillerne an til en camp, valgte man ud fra deres præstationer i ligaen de forudgående sæsoner – en model man anvendte igen i 1996, 2000 og 2004.
Da USA kun blev nr. tre i 2004, valgte man op til kvalifikationsturneringen i 2007 og Sommer-OL 2008 at udtage en bruttotrup, hvor spillerne skulle konkurrere om de 12 pladser på holdet.